# Göran Unger
Göran Unger, né le 19 avril 1958 à Göteborg, en Suède, est un ancien joueur suédois de basket-ball.